# Антихрист. Проклятие христианству
«Антихрист. Проклятие христианству» (нем. Der Antichrist. Fluch auf das Christenthum, в другом переводе — «Антихристианин. Проклятие христианству») — книга немецкого философа Фридриха Ницше, впервые опубликованная в 1895 году.
Книга была написана в 1888 году, однако её скандальное содержание заставило Франца Овербека и Генриха Кёзелитца отложить её публикацию, так же как и написанной в том же году «Ecce Homo». Кроме того, в книге поднимаются более широкие понятия равенства и демократии.

## Содержание
Ницше отрицает наличие истинных христиан, кроме Иисуса Христа, говоря, что «в сущности был только один христианин, и он умер на кресте». Он обвиняет христианство, утверждает, что христианская вера всё подвергла порче и обесценила всякую ценность, а «из всякой истины она сделала ложь, из всего честного — душевную низость». «Равенство душ перед Богом» называет фальшью. Ницше также обвиняет христианство в том, что из «сильного человека», следующего своим инстинктам, оно сделало «негодного человека», «отверженца». Он определяет христианство как «деятельное сострадание ко всем неудачникам и слабым», и называет эту черту религии более вредной, чем любой порок. Сострадание, одну из важнейших христианских добродетелей, он отвергал, указывая, что она «действует угнетающим образом» и через неё «теряется сила». Религиозную веру он назвал «нежеланием знать истину».
Об отсутствии связи учения христианства и его морали с действительностью он писал следующее:

«Ни мораль, ни религия не соприкасаются в христианстве ни с какой точкой действительности. Чисто воображаемые причины („Бог“, „душа“, „Я“, „дух“, „свободная воля“, — или даже „несвободная“); чисто воображаемые действия („грех“, „искупление“, „милость“, „наказание“, „прощение греха“). Общение с воображаемыми существами („Бог“, „духи“, „души“); воображаемая наука о природе (антропоцентрическая; полное отсутствие понятия о естественных причинах); воображаемая психология (явное непонимание самого себя, толкование приятных или неприятных всем общих чувств — как, например, известных состояний nervus sympathicus — при помощи символического языка религиозно-моральной идиосинкразии, — „раскаяние“, „угрызение совести“, „искушение Дьявола“, „близость Бога“); воображаемая телеология („Царство Божье“, „Страшный суд“, „вечная жизнь“). — Этот мир чистых фикций сильно отличается не в свою пользу от мира грёз именно тем, что последний отражает действительность, тогда как первый извращает её, обесценивает, отрицает.»
Оригинальный текст (нем.)«Weder die Moral noch die Religion berührt sich im Christenthume mit irgend einem Punkte der Wirklichkeit. Lauter imaginäre Ursachen („Gott“, „Seele“, „Ich“ „Geist“, „der freie Wille“ — oder auch „der unfreie“); lauter imaginäre Wirkungen („Sünde“, „Erlösung“, „Gnade“, „Strafe“, „Vergebung der Sünde“). Ein Verkehr zwischen imaginären Wesen („Gott“ „Geister“ „Seelen“); eine imaginäre Naturwissenschaft (anthropocentrisch; völliger Mangel des Begriffs der natürlichen Ursachen) eine imaginäre Psychologie (lauter Selbst-Missverständnisse, Interpretationen angenehmer oder unangenehmer Allgemeingefühle, zum Beispiel der Zustände des nervus sympathicus mit Hülfe der Zeichensprache religiös-moralischer Idiosynkrasie, — „Reue“, „Gewissensbiss“, „Versuchung des Teufels“, „die Nähe Gottes“); eine imaginäre Teleologie („das Reich Gottes“, „das jüngste Gericht“, „das ewige Leben“). — Diese reine Fiktions-Welt unterscheidet sich dadurch sehr zu ihren Ungunsten von der Traumwelt, dass letztere die Wirklichkeit wiederspiegelt, während sie die Wirklichkeit fälscht, entwerthet, verneint.»

Завершается работа обвинением христианства:

«Я называю христианство единым великим проклятием, единой великой внутренней порчей, единым великим инстинктом мести, для которого никакое средство не будет достаточно ядовито, коварно, низко, достаточно мало, — я называю его единым бессмертным, позорным пятном человечества…»
Оригинальный текст (нем.)«Ich heisse das Christentum den Einen grossen Fluch, die Eine grosse innerlichste Verdorbenheit, den Einen grossen Instinkt der Rache, dem kein Mittel giftig, heimlich, unterirdisch, klein genug ist, — ich heisse es den Einen unsterblichen Schandfleck der Menschheit…»

В «Антихристе» только намечены основные положения ницшеанской философии, и критика христианства является лишь одним из элементов учения Ницше.

## Работа над книгой
Первоначально эта работа Ницше задумывалась как первая книга «Переоценки всех ценностей». Книга писалась почти параллельно с «Сумерками идолов». Однако планы Ницше меняются и он вскоре сообщает Г. Брандесу о том, что он закончил «Переоценку всех ценностей». То же он писал П. Дёйссену 26 ноября, сообщая, что «Переоценка всех ценностей» с основным заглавием «Антихрист» готова.
В письме Мальвиде фон Мейзенбург от 3—4 апреля 1883 года Ницше писал:

Угодно ли вам услышать одно из новых моих имён? В церковном языке существует таковое: я есть… Антихрист.
26 августа этого же года Ницше писал Петеру Гасту:

Aut Christus, aut Zarathustra! Или по-немецки: речь идёт о старом, от века предсказанном Антихристе…
В том же году Ницше писал Францу Овербеку:

Что мне доставляет удовольствие, так это видеть, что уже этот первый читатель имеет предчувствие того, о чём здесь речь: о давно обещанном «Антихристе».

Первое издание книги содержало ряд неточностей и пропусков, которые впоследствии частично восполнялись. Устранение неточностей проходило до 1956 года, когда вышла редакция работы под руководством Шлехты. Данная редакция примечательна ещё и тем, что только в ней появилась характеристика Иисуса как «идиота» (глава 29); в прошлых редакциях эта характеристика отсутствовала.

## Распространение в России
В Российской империи существовала церковная цензура, и «Антихрист» был запрещён за антирелигиозное содержание. Позже начали появляться первые частичные, а после и полные переводы произведений Ницше, но отдельные «крамольные мысли» удалялись из текстов книг, либо заменялись цензором на более «подходящие». Из-за такого цензурирования, авторская концепция нарушалась и искажался смысл произведения. Однако читающие отцензурированную версию не сомневались, что читают «подлинного Ницше». Только в последней декаде XIX века стало появляться больше переводов его работ, а также публикаций, содержащих критическое осмысление его взглядов, много людей читали и писали о Ницше.

## Издания на русском языке
- Ницше Ф. Сборник произведений: «По ту сторону добра и зла», «Казус Вагнер», «Антихрист», «Ecce Homo», «Человеческое, слишком человеческое», «Злая мудрость». — Минск: Харвест, 2005. — ISBN 985-13-0983-4.
- Ницше Ф. Сборник произведений: «По ту сторону добра и зла», «Казус Вагнер», «Антихрист», «Ecce Homo» / пер. «Антихриста»  В. Флерова. — М.: Харвест, 2007. — 880 с. — ISBN 985-13-0983-4, ISBN 978-986-13-9626-5.
- Ницше Ф. Полное собрание сочинений в 13 томах. Том 6: «Сумерки идолов», «Ессе homo»,  «Антихристианин», «Дионисовы дифирамбы», «Ницше contra Вагнер» / пер. «Антихристианина» А. В. Михайлова. — М.: «Культурная революция», 2009. — 408 с. — ISBN 978-5-250-06071-4.
- Ницше Ф. Собрание сочинений: В 5 томах. Том 5: «Генеалогия морали», «Падение кумиров», «Казус Вагнера», «Антихрист», «Ессе homo» / пер. Ю. Антоновского. Я. Бермана, В. Вейнштока и др.. — СПб.: Азбука, Азбука-Аттикус, 2011. — 416 с. — ISBN 978-5-389-01430-5.
- Ницше Ф. «Антихрист» / пер. В. Флерова. — Фолио, 2009. — 192 с. — 3000 экз. — ISBN 978-966-03-4164-7.
- Ницше Ф. «Ecce Homo», «Антихрист». — Азбука, Азбука-Аттикус, 2015. — 224 с. — 2000 экз. — ISBN 978-5-389-07901-4.